# Уваровский трамвайный парк
Трамвайное депо имени И. И. Артамонова — одно из трамвайных депо (парков) московского трамвая (в прошлом — Уваровский трамвайный парк). Трамвайное депо закрыто поставлением Моссовета от 25 ноября 1962 года. До 2003 года, на этой территории работал 5-й троллейбусный парк имени Артамонова, впоследствии перенесенный в Пресню на старую территорию Краснопресненского трамвайного депо. В 1958—1962 годах — единственный в Москве, совмещенный трамвайно-троллейбусный парк имени Артамонова.

## История

### Площадка в Хамовниках
Уваровский трамвайный парк конно-железных дорог был построен в 1886 году на Малой Трубецкой улице (улице Усачева), дом 1.
Рабочие парка принимали участие в январской стачке 1905 года. В трактире Забегаева 80 кондукторов парка подписали петицию, в которой выставлялись требования рабочих.
В 1912 году парк был преобразован в трамвайное депо.
В 1922 году депо присвоили имя И. И. Артамонова — слесаря этого депо, участвовавшего в Октябрьских боях 1917 года в Москве. Обслуживало ныне не существующую изолированную «артамоновскую» трамвайную сеть Москвы.
С 1 февраля 1958 по 25 ноября 1962 года трамвайное депо постепенно преобразовывалось в троллейбусный парк. 25 ноября 1962 года было переименовано в 5-й троллейбусный парк Мосгортранса.
В настоящее время комплекс зданий парка полностью уничтожен. Сейчас на этом месте возведён жилой комплекс «Фьюжн Парк».

## Площадка в Филях
В 1950 году проводился капитальный ремонт Бородинского моста. Движение по нему было закрыто 8 августа, и на весь период строительства маршрут трамвая № 30, обслуживающий жителей поселка Фили, был отрезан от общей сети города и от ремонтной базы — Артамоновского депо. На все время строительства вплоть до 17 ноября в Филях действовало временное смотровое депо.

## Маршруты
В последние годы работы (с 14 августа 1957 по 25 ноября 1962 года) обслуживал маршруты 13, 30, 31 и 42.
- 13 — Улица 10-летия Октября — М. «Парк Культуры» (отменён 16 апреля 1958 года)
- 30 — Фили — Киевский вокзал
- 31 — Фили — Улица 10-летия Октября
- 42 — Фили — М. «Парк Культуры» (отменён 16 апреля 1958 года)

## Подвижной состав
В последние годы эксплуатации депо обслуживало вагоны моторные БФ и прицепные С.